# Paolo Ligozzi
Paolo Ligozzi (... – 1630) è stato un pittore italiano attivo a Verona.

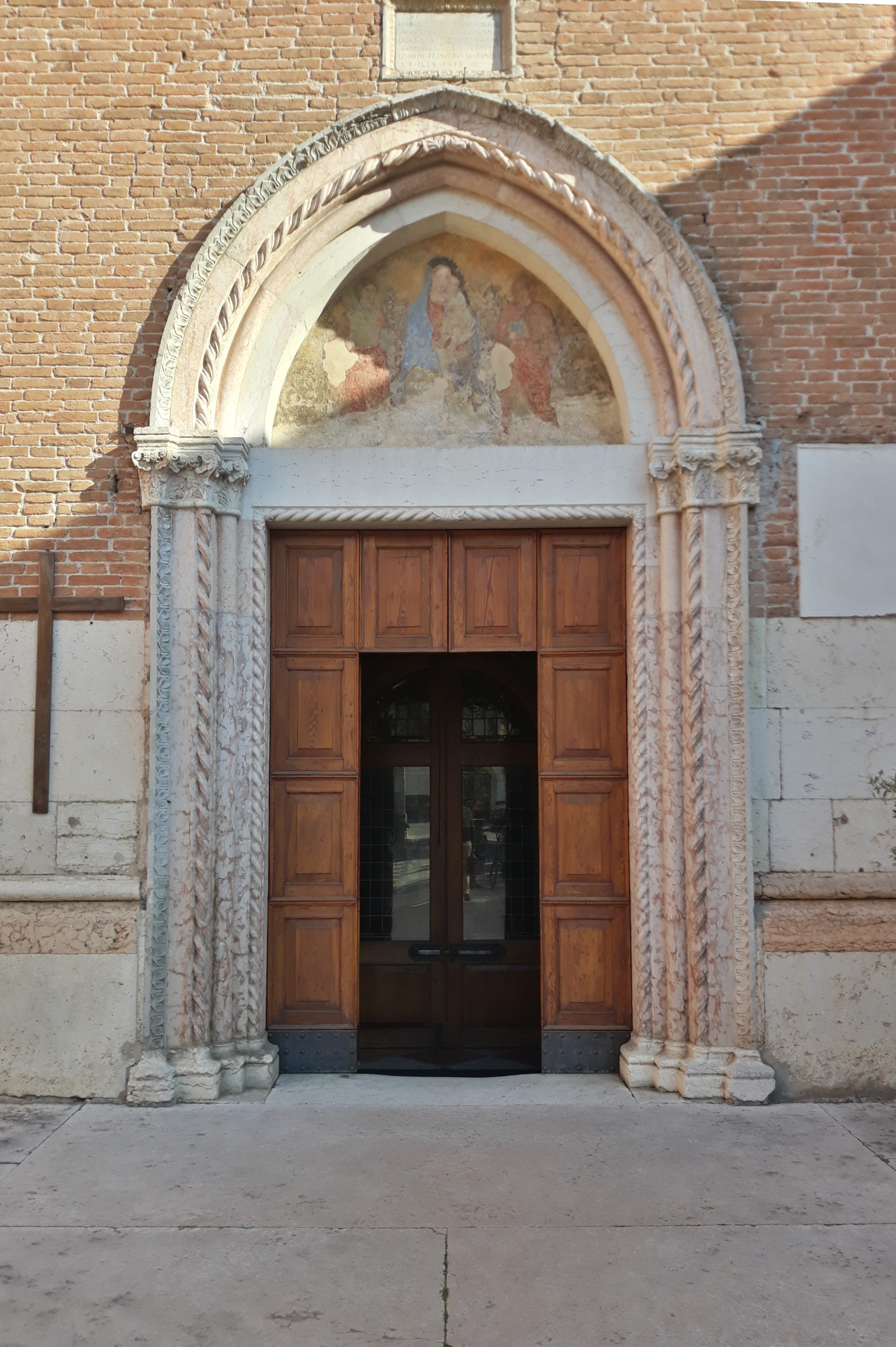
Portale della chiesa dei Santi Nazaro e Celso a Verona, l'affresco nella lunetta e opera di Paolo

Nacque in una famiglia di pittori veronesi. Si ritiene, infatti, che fosse fratello di Francesco Ligozzi e nipote Jacopo Ligozzi, mentre il padre Giovanni Ermanno Ligozzi fu il suo maestro. Non ebbe il successo dello zio Jacopo, tuttavia Paolo è ricordato per la sua intensa attività di frescante. Tra le sue opere, l'affresco per la lunetta sovrastante il portale di entrate della chiesa dei Santi Nazaro e Celso a Verona, in cui raffigurò una Beata Vergine col Figlio e ai lati i Santi Nazaro e Celso oggi in cattivo stato di conservazione.
Nell'anno 1615 dipinse a fresco la piccola chiesa di San Dionigi, fuori Porta San Giorgio, realizzando anche le due tavole per gli altari laterali dove rappresentò le gesta del Santo titolare. Affrescò anche la chiesetta di Santa Maria del Degnano presso Fumane. Per la chiesa di Ospedaletto di Pescantina realizzò la pala d'altare con una Presentazione di Gesù Bambino al Tempio, mentre decorò le pareti con un ciclo di affreschi raffiguranti i misteri della passione del Salvatore. Per la chiesa di Sant'Andrea a Incaffi dipinse a fresco alcuni Santi dell'ordine di San Benedetto, mentre a San Pietro in Cariano realizzò gli affreschi per una sala di villa Saibante Monga. Morì durante la peste del 1630.